# Wilhelm Erich Schmidt
Wilhelm Erich Schmidt (* 24. Februar 1882 in Bromberg; † 15. Februar 1944 in Berlin) war ein deutscher Geologe und Paläontologe.

## Leben
Wilhelm Erich Schmidt erwarb 1901 in Berlin das Abitur, studierte an der Ludwig-Maximilians-Universität München und der Friedrich-Wilhelms-Universität zu Berlin, wurde in Berlin mit seiner Inaugural-Dissertation Der oberste Lenneschiefer zwischen Letmathe und Iserlohn promoviert, leistete seinen Militärdienst als Einjährig-Freiwilliger und trat 1906 in die Königlich-Preußische Geologische Landesanstalt (KPGLA) ein. Am Ersten Weltkrieg nahm er ab 1914 als Infanterist teil, wurde nach einer schweren Unterschenkelverwundung 1916 aus dem Heeresdienst entlassen und kehrte nach seiner Genesung als Geologe zur Königlich-Preußischen Geologische Landesanstalt zurück. Die Landesanstalt wurde nach Abschaffung der Monarchie am 31. Mai 1919 in Preußische Geologische Landesanstalt (PGLA) umbenannt, zum 1. April 1939 aufgelöst und in die Reichsstelle für Bodenforschung überführt, aus der am 12. Dezember 1941 das Reichsamt für Bodenforschung hervorging, bei dem Wilhelm Erich Schmidt zuletzt als Regierungsgeologe tätig war.
Die Schwerpunkte seiner Betätigung als Geologe waren Kartierungsarbeiten im Paläozoikum des Sauerlandes. Als Paläontologe veröffentlichte er eine umfassende und grundsätzliche monographische Bearbeitung und Revision der Crinoiden des deutschen Devon und des deutschen Unterkarbon.
Wilhelm Erich Schmidt ist Erstbeschreiber der Gattung Platyhexacrinus Schmidt, 1913 mit der zugehörigen Typusart Platyhexacrinus inornatus Schmidt, 1913.
Er war seit 1904 Mitglied der Deutschen Geologischen Gesellschaft und wurde 1935 unter der Präsidentschaft des Schweizer Physiologen Emil Abderhalden als Mitglied in die Deutsche Akademie der Naturforscher Leopoldina aufgenommen.

## Schriften
- Über Metriorhynchus Jaekeli nov. sp.  In: Zeitschrift der Deutschen Geologischen Gesellschaft, 56, 1904, S. 97–108, Tafel XI–XII (Digitalisat)
- Der oberste Lenneschiefer zwischen Letmathe und Iserlohn. In: Zeitschrift der Deutschen Geologischen Gesellschaft, 57, 1905, S. 498–566, Tafel XX–XXII (Digitalisat)
- Arthroacantha H. S. Williams = Platyhexacrinus W. E. Schmidt. In: Centralblatt für Mineralogie, Geologie und Paläontologie, Jahrgang 1915, E. Schweizerbart´sche Verlagsbuchhandlung, Stuttgart 1915, S. 119–125 (Digitalisat)
- Crinoideen und Blastoideen aus des jüngsten Unterdevon Spaniens. In: Paleontographica, 76, Stuttgart 1932, S. 1–33
- Die Crinoideen des Rheinischen Devons. I. Teil: Die Crinoideen des Hunsrückschiefers. Abhandlungen der Preußischen Geologischen Landesanstalt, Neue Folge, Heft 163, Berlin 1934
- Die Crinoideen des Rheinischen Devons. II. Teil. A. Nachtrag zu: Die Crinoideen des Hunsruckschiefers. B. Die Crinoideen des Unterdevons bis zur Cultrijugatus-Zone (mit Ausschluss des Hunsruckschiefers). Abhandlungen der Reichsstelle für Bodenforschung, 182, Berlin 1942